# Alberto Losada
Alberto Losada Alguacil (ur. 28 lutego 1982 w Barcelonie) – hiszpański kolarz szosowy, zawodnik profesjonalnej drużyny Team Katusha-Alpecin. 
Jak na razie w zawodowym peletonie nie odnosił większych sukcesów. Startował w 2004 roku w Vuelta a España zajmując 24. miejsce. W 2007 roku w Giro d'Italia zajął 60. miejsce. W tym samym roku zajął 18. miejsce w Eneco Tour. Rok wcześniej wraz z innymi kolarzami Kaiku wygrał drużynowo klasyfikację generalną Vuelta a la Rioja. Cały wyścig wygrał jego kolega z ekipy Ricardo Serrano.

## Najważniejsze osiągnięcia
2006
- 2. miejsce w Escalada a Montjuïc

2009
- 10. miejsce w Vuelta Chihuahua Internacional

2010
- 7. miejsce w Vuelta a la Rioja

2013
- 8. miejsce w GP Miguel Indurain

2015
- 8. miejsce w Volta ao Algarve

## Starty w Wielkich Tourach
| Grand Tour | 2007 | 2008 | 2009 | 2010 | 2011 | 2012 | 2013 | 2014 | 2015 |
| ---------- | ---- | ---- | ---- | ---- | ---- | ---- | ---- | ---- | ---- |
| Giro       | 60.  | -    | -    | 53.  | 55.  | 54.  | -    | 36.  | -    |
| Tour       | -    | -    | -    | -    | -    | -    | 109. | -    | 58.  |
| Vuelta     | -    | 24   | -    | -    | 46   | 37   | DNF  | 42.  | 31.  |